# Pan-Amerikaanse tentoonstelling

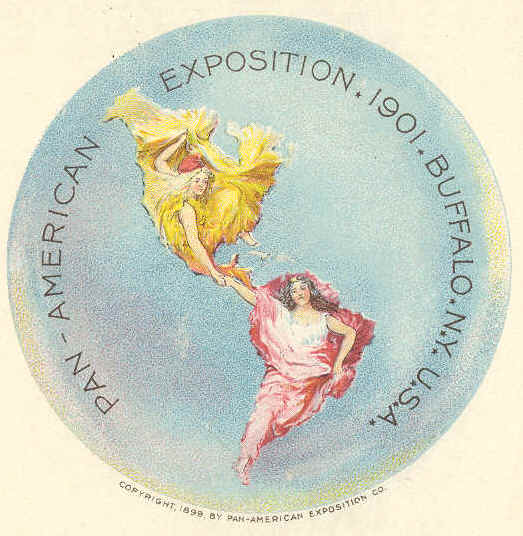
Officiële logo, ontworpen door Raphael Beck

De Pan-Amerikaanse tentoonstelling, (Engels : Pan-American Exposition) was een Wereldtentoonstelling die van 1 mei 1901 tot 2 november 1901 werd gehouden in de Amerikaanse stad Buffalo, New York. Het tentoonstellingsterrein besloeg 1,4 km2 aan de westkant van het huidige Delawarepark. De tentoonstelling is niet achteraf erkend door het Bureau International des Expositions. 
De tentoonstelling werd georganiseerd door de, in 1897 opgerichte, Pan-American Exposition Company. Aanvankelijk werd als locatie het eiland Cayuga gekozen, vlak boven de Niagara watervallen, destijds ook al een toeristische attractie. Door het uitbreken van de Spaans-Amerikaanse Oorlog in 1898 werden de voorbereidingen opgeschort. Na afloop van de oorlog ontstond een hevige strijd tussen Niagara Falls en het veel grotere Buffalo over de locatie van de tentoonstelling. In juli 1898 koos het Amerikaanse congres voor Buffalo en stelde $ 500.000,- beschikbaar voor de tentoonstelling. De stad Buffalo kon immers door 40 miljoen burgers per spoor in een dag bereikt worden. Door de toepassing van wisselstroom was het mogelijk de tentoonstelling van elektriciteit te voorzien die was opgewekt in de 40 km noordelijker gelegen centrale van Niagara Falls. De tentoonstelling is bekend gebleven door de moord op de Amerikaanse president William McKinley die op 6 september 1901 tijdens een bezoek aan de tentoonstelling werd neergeschoten.